# Биофитум
Биофитум (лат. Biophytum) — род растений семейства Кисличные. В род входят около 70 видов многолетних и однолетних растений.
Название рода имеет греческие корни — оно произошло от др.-греч. βίος — жизнь и φυτόν — растение.

## Биологическое описание
Очень своеобразна реакция этого растения на резкие внешние раздражения — биофитум складывает листья, совершая ряд ритмических сокращений. Это движение — результат изменения тургорного давления в специальных клетках подушечек сочленений листьев. При этом, по-видимому, происходит распад АТФ и быстрое её восстановление, что и вызывает непрерывные движения листьев под влиянием раздражителей.
Цветки чаще всего оранжевые, белые или розовые.
Характерный рост — одиночный стебель с листьями только на верхушке — придаёт растению вид маленькой «пальмы».
Биофитум используется как лекарственное растение. Экстракт его листьев применяют в медицинских целях для лечения диабета. В Мали и некоторых других странах Африки вид Biophytum petersianum используют как хорошее средство для заживления ран.
В комнатном цветоводстве встречается преимущественно Биофитум чувствительный (Biophytum sensitivum) DC. Растения требуют особых условий содержания — повышенной влажности воздуха, поэтому чаще всего выращиваются в террариумах.

## Виды

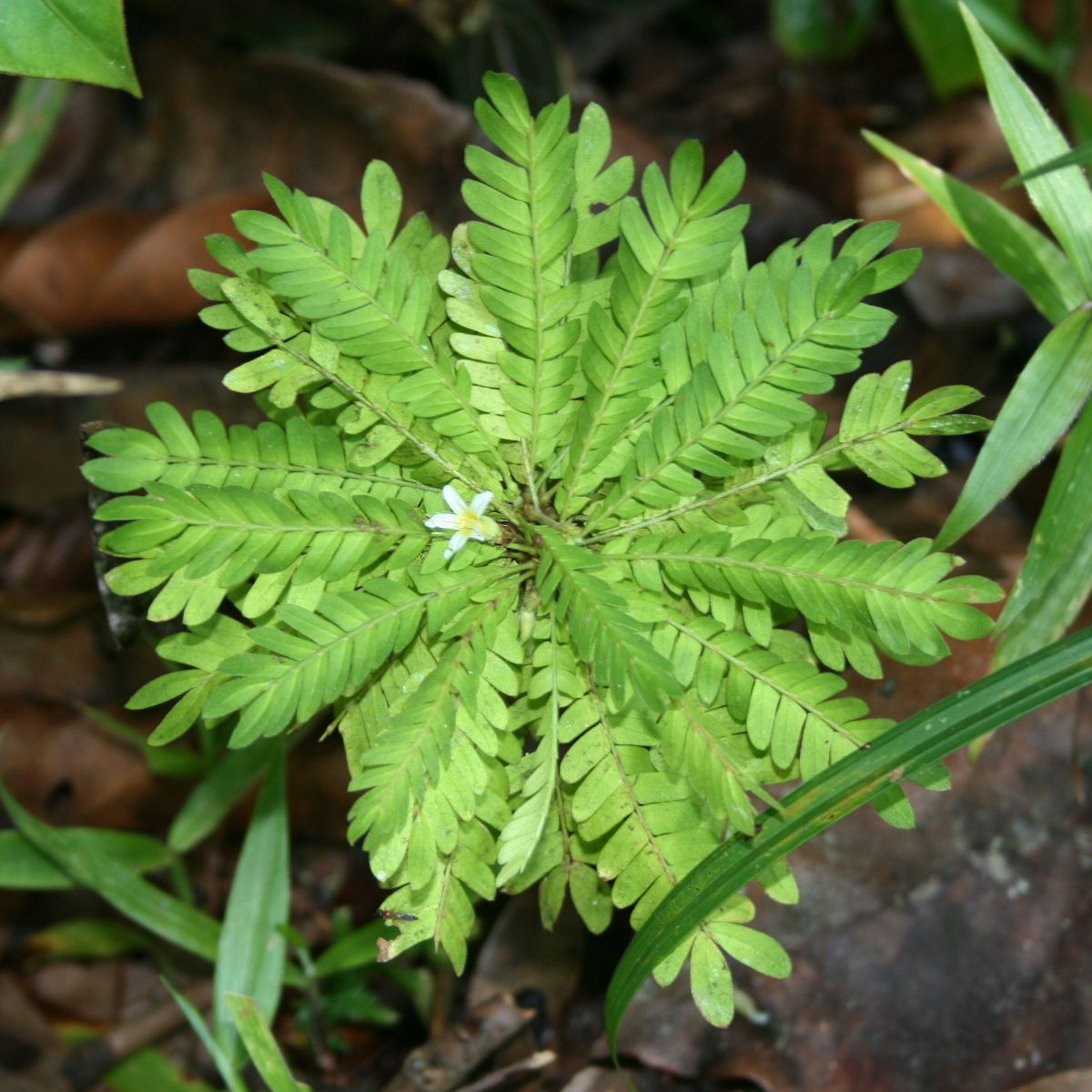
Biophytum dendroides

По информации базы данных The Plant List, род включает 83 вида:
- Biophytum abyssinicum Steud. ex A.Rich.
- Biophytum adiantoides Wight ex Edgew. & Hook.f.
- Biophytum aeschynomenifolia (O.Hoffm.) Guillaumin
- Biophytum albizzioides (O.Hoffm.) Guillaumin
- Biophytum amazonicum R.Knuth
- Biophytum antioquiense Knuth
- Biophytum bolivianum R.Knuth
- Biophytum boussingaultii Klotzsch ex R.Knuth
- Biophytum calophyllum (Progel) Guillaumin
- Biophytum cardonaei Pittier
- Biophytum castum (Mart. & Zucc. ex Zucc.) G.Don
- Biophytum chocoense Knuth
- Biophytum columbianum Knuth
- Biophytum commersonii (Baill.) Guillaumin
- Biophytum congestiflorum Govind.
- Biophytum cowanii T.Wendt
- Biophytum crassipes Engl.
- Biophytum dendroides (Kunth) DC.
- Biophytum dormiens (Mart. & Zucc.) G.Don
- Biophytum falcifolium Lourteig
- Biophytum ferrugineum Rusby
- Biophytum forsythii R.Knuth
- Biophytum foxii Sprague
- Biophytum fruticosum Blume
- Biophytum globuliferum R.Knuth
- Biophytum globuliflorum R.Knuth
- Biophytum gracile R.Knuth
- Biophytum heinrichsae Knuth
- Biophytum helenae Buscal. & Muschl.
- Biophytum hermannii Veldkamp
- Biophytum hildebrandtii (O.Hoffm.) Guillaumin
- Biophytum huilense Killip & Cuatrec.
- Biophytum incrassatum Delhaye
- Biophytum insigne Gamble
- Biophytum intermedium Wight
- Biophytum jessenii Knuth
- Biophytum juninense Knuth
- Biophytum kassneri R.Knuth
- Biophytum kayae Aymard & P.E.Berry
- Biophytum lindsiifolium (Hook.) Knuth
- Biophytum longibracteatum Tadul. & K.C.Jacob
- Biophytum longipedunculatum Govind.
- Biophytum lourteigiae Aymard & P.E.Berry
- Biophytum luetzelburgii Suess.
- Biophytum macropodum Baker
- Biophytum macrorrhizum R.E.Fr.
- Biophytum madurense R.Knuth
- Biophytum mapirense R.Knuth
- Biophytum microphyllum Veldkamp
- Biophytum mimosella (Baill.) Guillaumin
- Biophytum molle (Scott-Elliot) Guillaumin
- Biophytum mucronatum Lourteig
- Biophytum mutisii Knuth
- Biophytum myriophyllum (O.Hoffm.) R.Knuth
- Biophytum nudum (Arn.) Wight
- Biophytum nyikense Exell
- Biophytum ottohuberi Aymard & P.E.Berry
- Biophytum panamense Lourteig
- Biophytum pedicellatum Delhaye
- Biophytum permultijugum Suess.
- Biophytum perrieri Guillaumin
- Biophytum peruvianum R.Knuth
- Biophytum polyphyllum Munro
- Biophytum proliferum (Arn.) Wight
- Biophytum puliyangudiense Rajakumar, Selvak., S.Murug. & Chellap.
- Biophytum reinwardtii (Zucc.) Klotzsch
- Biophytum renifolium Delhaye
- Biophytum richardsae Exell
- Biophytum ringoetii De Wild.
- Biophytum robustum Elliot ex Guillaumin
- Biophytum santanderense R.Knuth
- Biophytum sensitivum (L.) DC.
- Biophytum somnians (Mart. & Zucc.) G.Don
- Biophytum soukupii Lourteig
- Biophytum talbotii (Baker f.) Hutch. & Dalziel
- Biophytum tessmannii R.Knuth
- Biophytum thorelianum Guillaumin
- Biophytum turianiense Kabuye
- Biophytum umbraculum Welw.
- Biophytum uzungwaensis Frimodt
- Biophytum veldkampii A.E.S.Khan & al.
- Biophytum zenkeri Guillaumin
- Biophytum zunigae C.Nelson

## Виды, выращиваемые в комнатном цветоводстве
- Biophytum sensitivum DC. — Биофитум чувствительный [syn.  Biophytum petersianum — Биофитум Петерса]. Родина вида — тропические области Азии (ранее считалось, что вид обитает ещё и в тропической Африке, но в действительности растения из этого региона относятся к Biophytum helenae Buscal. & Muschl.). Произрастает на открытых местах. В горах доходит до высоты 1400 м над уровнем моря. Однолетнее травянистое растение (в культуре проявляющее себя как неустойчивый многолетник)[2], достигающее высоты 25 см. Имеет прямостоячие стебли, без ветвления, розетки листьев на концах. Листья достигают длины 22 см, состоящие из 6-17 пар листочков.